# مدال زبابي جبلي
(الاسم العلمي: Microgale monticola)، نوع من الثدييات المنتمية إلى فصيلة المداليات. موطنه مدغشقر. موئله الطبيعي هي الغابات الجبلية الرطبة شبه الاستوائية أو الاستوائية.